# Medvědí hřbet
Medvědí hřbet (historyczna nazwa niem. Bären Kamp) – szczyt (góra) o wysokości 1261 m n.p.m. (podawana jest też wysokość 1260 m n.p.m.  lub 1261,4 m n.p.m.  ) w paśmie górskim Wysokiego Jesionika (cz. Hrubý Jeseník), w północno-wschodnich Czechach, w Sudetach Wschodnich, na Morawach, w obrębie gminy Loučná nad Desnou, oddalony o około 2,8 km na północny zachód od szczytu góry Pradziad (cz. Praděd). Rozległość góry (powierzchnia stoków) szacowana jest na około 1,6 km², a średnie nachylenie wszystkich stoków wynosi około 24°.

## Charakterystyka

### Lokalizacja

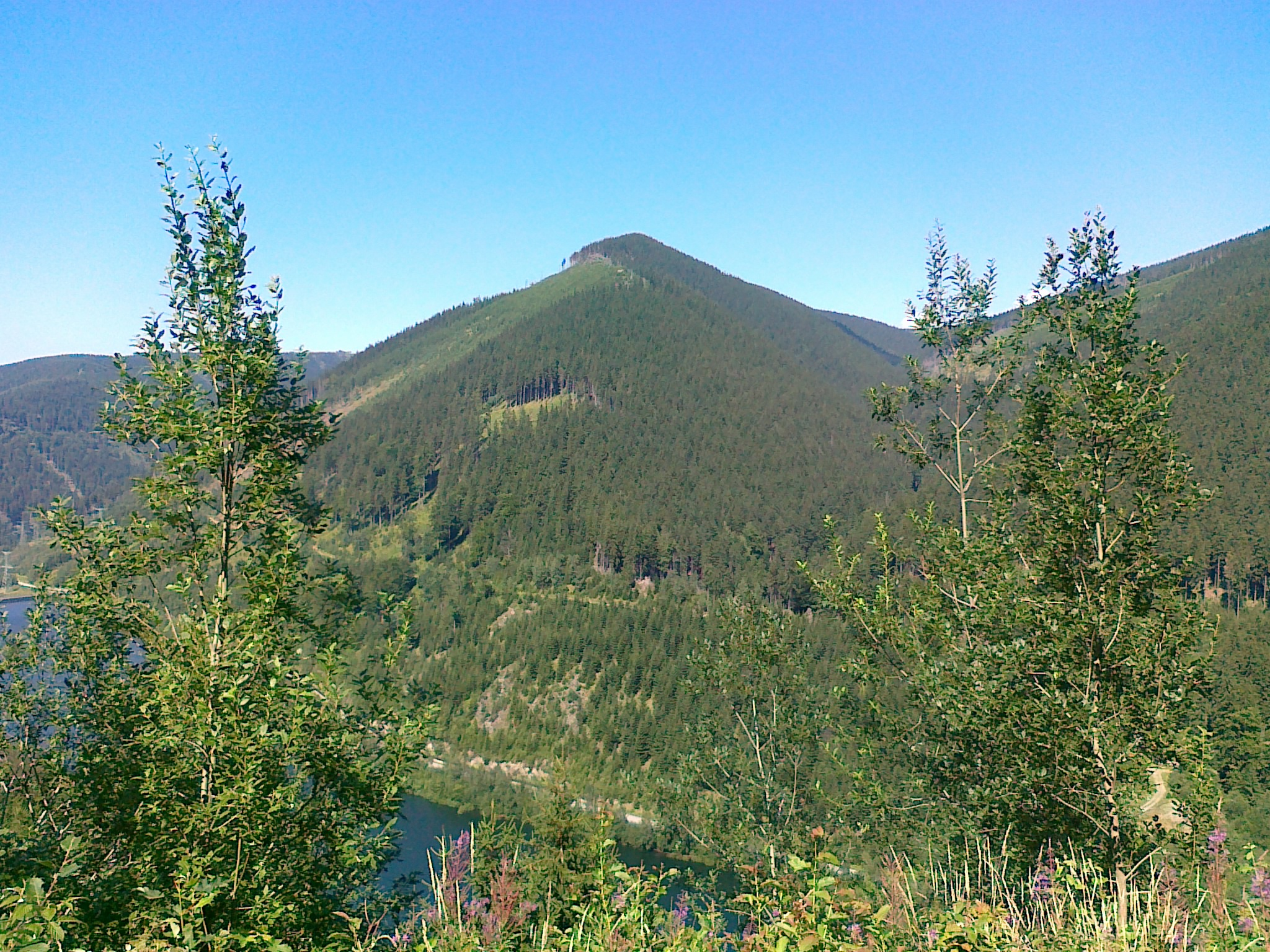
Widok ze stoku góry Velká Jezerná na górę Medvědí hřbet (2012 rok)

Góra Medvědí hřbet położona jest w centrum całego pasma Wysokiego Jesionika. Jest górą dobrze rozpoznawalną, z charakterystycznym stożkowatym kształtem oraz „czepcem szczytowym”, gęsto zalesionym, leżącą w części Wysokiego Jesionika, w północnym obszarze (mikroregionu) o nazwie Masyw Pradziada (cz. Pradědská hornatina), położoną na krótkiej bocznej gałęzi grzbietu głównego (grzebieniu) góry Pradziad, biegnącej od szczytu Velký Jezerník, poprzez drugorzędny szczyt Velký Jezerník–JZ. Jest szczytem niewidocznym m.in. z drogi okalającej połać szczytową góry Pradziad, bo przysłonięty szczytem Velký Děd, a z innego charakterystycznego punktu widokowego – z drogi okalającej szczyt góry Dlouhé stráně jest widoczny poniżej linii patrzenia na szczyt góry Malý Děd. Bardzo dobrze widoczny np. z czerwonego szlaku rowerowego  w pobliżu góry Velká Jezerná.
Górę ograniczają: od północnego wschodu przełęcz o wysokości 1221 m n.p.m. w kierunku szczytu Velký Jezerník–JZ, od południa dolina potoku Česnekový potok (1), płynącego w żlebie Česnekový důl, od południowego zachodu dno dolnego zbiornika elektrowni szczytowo-pompowej Dlouhé Stráně (cz. Přečerpávací vodní elektrárna Dlouhé Stráně) i dolina rzeki Divoká Desná, od zachodu dolina potoku Hladový potok, płynącego w żlebie Hladový důl oraz od północy dolina nienazwanego potoku, będącego dopływem potoku Hladový potok. W otoczeniu góry znajdują się następujące szczyty: od północnego wschodu Velký Jezerník–JZ, od południowego wschodu Velký Děd, od południa Velká Jezerná–J i Velká Jezerná, od zachodu Tupý vrch, od północnego zachodu Hřbety–JZ, Hřbety i Nad Petrovkou oraz od północy Malý Jezerník.

### Stoki
W obrębie góry można wyróżnić trzy następujące zasadnicze stoki:
- południowy, biegnący od połaci szczytowej do żlebu Česnekový důl
- południowo-zachodni
- zachodni, biegnący od połaci szczytowej do żlebu Hladový důl

Występują tu wszystkie typy zalesienia: bór świerkowy, las mieszany oraz las liściasty, przy czym dominuje zalesienie borem świerkowym. Górne partie stoków pokryte są w zdecydowanej większości borem świerkowym, natomiast w miarę obniżania wysokości pojawiają się obszary lasu mieszanego, a u podnóża stoków południowo-zachodniego i zachodniego, w dolnych partiach pojawiają się nawet obszary lasu liściastego. Na stokach południowo-zachodnim i zachodnim występują znaczne ogołocenia, a u podnóża stoku zachodniego znajduje się znaczna przecinka na poprowadzoną wzdłuż napowietrzną linię przesyłową prądu o napięciu 400 kV z elektrowni szczytowo-pompowej Dlouhé Stráně. Ponadto u podnóża stoku zachodniego znajduje się część budynków elektrowni szczytowo-pompowej Dlouhé Stráně. U podnóża grzbietu południowego góry ciągnie się na długości około 650 m grupa skalna, a na stoku południowym położone są również inne grupy skalne. Wzdłuż tego grzbietu rozłożone są ponadto pojedyncze skaliska. 
Stoki mają stosunkowo jednolite, strome i zróżnicowane nachylenia. Średnie nachylenie stoków waha się bowiem od 19° (stok południowo-zachodni) do 32° (stok południowy). Średnie nachylenie wszystkich stoków góry (średnia ważona nachyleń stoków) wynosi około 24°. Maksymalne średnie nachylenie na stoku południowym przy jednej z grup skalnych, blisko żlebu Česnekový důl, na odcinku 50 m nie przekracza 45°. Stoki pokryte są nielicznymi drogami m.in. Hladová cesta, droga u podnóża stoku południowo-zachodniego (wzdłuż doliny rzeki Divoká Desná) oraz na ogół nieoznakowanych nielicznych ścieżek i duktów. Przemierzając je zaleca się korzystanie ze szczegółowych map, z uwagi na zawiłości ich przebiegu, zalesienie oraz zorientowanie w terenie.

### Szczyt

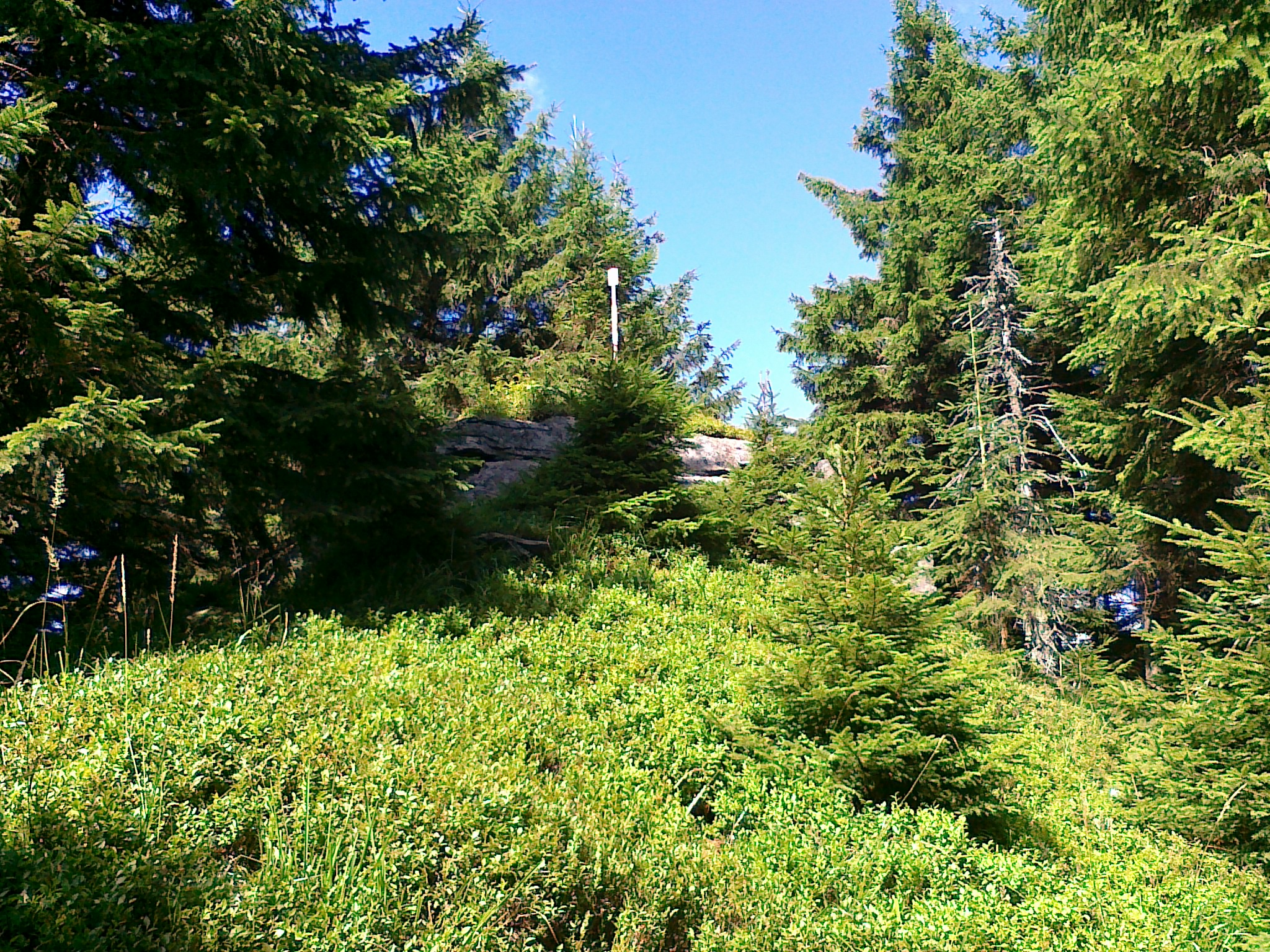
Skalisko szczytowe z punktem geodezyjnym góry Medvědí hřbet (2018 rok)

Na szczyt nie prowadzi żaden szlak turystyczny. Na szczycie znajduje się skalisko o przybliżonych poziomych wymiarach (150 × 20) m, na którym zamontowano punkt geodezyjny, oznaczony na mapach geodezyjnych numerem (24.), o wysokości 1261,40 m n.p.m. oraz współrzędnych geograficznych (50°05′26,28″N 17°11′35,81″E/50,090633 17,193281), z widocznym koło niego zamontowanym stalowym słupkiem, pomalowanym na przemian w poziome pasy białe i czerwone, ostrzegającym przed jego zniszczeniem z tabliczką, z napisem Státní triangulace Poškození se trestá. Skalisko szczytowe jest wokół zalesione borem świerkowym, pokryte wokół trawą wysokogórską i m.in. bardzo popularną rośliną Wysokiego Jesionika borówką czarną. Z uwagi na zalesienie szczyt nie jest punktem widokowym. 
Dojście do szczytu następuje z zielonego szlaku turystycznego , biegnącego przez sąsiednią górę Velký Jezerník, od którego prowadzi droga po stoku góry Velký Jezernik do skrzyżowania dróg na przełęczy pomiędzy szczytami Velký Jezerník–JZ i Medvědí hrbet. Po dotarciu na tę przełęcz należy przebyć drogą w prawo odcinek o długości około 40 m, po czym należy skręcić w lewo, w oznaczoną dwoma poziomymi białymi paskami ścieżkę, którą należy przebyć w linii prostej odcinek o długości około 250 m, dochodząc w ten sposób do skaliska szczytowego. 

### Geologia
Pod względem geologicznym masyw góry Medvědí hřbet należy do jednostki określanej jako kopuła Desny i zbudowany jest ze skał metamorficznych, głównie: gnejsów (biotytów, chlorytów i muskowitów), fyllonitów, migmatytów  i amfibolitów oraz domieszek nielicznych innych cennych minerałów jak np. granatów.

### Wody
Grzbiet główny (grzebień) góry Pradziad, biegnący od przełęczy Skřítek do przełęczy Červenohorské sedlo oraz dalej do przełęczy Ramzovskiej (cz. Ramzovské sedlo) jest częścią granicy Wielkiego Europejskiego Działu Wodnego, dzielącej zlewiska Morza Bałtyckiego i Morza Czarnego . 
Szczyt wraz ze stokami położony jest na południowy zachód od tej granicy, należy więc do zlewni Morza Czarnego, do którego płyną wody m.in. z dorzecza Dunaju, będącego przedłużeniem płynących z tej części Wysokiego Jesionika rzek i górskich potoków (m.in. płynącej w pobliżu góry rzeki Divoká Desná i płynących potoków: Česnekový potok (1) czy Hladový potok). Ponadto na granicy stoku południowego, w odległości około 460 m na południowy wschód od szczytu, na płynącym w żlebie Česnekový důl potoku Česnekový potok (1), na wysokości około (995–1165) m n.p.m. występuje kaskada złożona z dziewięciu wodospadów o nazwie (cz. Vodopád Česnekového dolu) o wysokościach odpowiednio (2; 4; 2; 2; 2,5; 2; 2; 2; 2,5) m.

## Ochrona przyrody
Cała góra znajduje się w obrębie wydzielonego obszaru objętego ochroną o nazwie Obszar Chronionego Krajobrazu Jesioniki (cz. Chráněná krajinná oblast (CHKO) Jeseníky), a utworzonego w celu ochrony utworów skalnych, ziemnych i roślinnych oraz rzadkich gatunków zwierząt. Na stokach nie utworzono żadnych rezerwatów przyrody lub innych obiektów nazwanych pomnikami przyrody. Ponadto na obszarze góry nie wytyczono żadnych ścieżek dydaktycznych.

## Turystyka
W obrębie góry nie ma żadnego schroniska lub hotelu górskiego. W odległości około 1,9 km na północny wschód od szczytu, na stoku góry Malý Děd znajduje się najstarsze schronisko turystyczne w paśmie Wysokiego Jesionika Švýcárna. Poza tym w odległości około 3,9 km w kierunku południowo-wschodnim od szczytu, przy drodze Hvězda – Pradziad, na stoku góry Petrovy kameny znajdują się hotele górskie: Ovčárna i Figura oraz schronisko Sabinka. Nieco bliżej, bo około 2,8 km na południowy wschód od szczytu, na wieży Pradziad: hotel Praděd, około 3,1 km na południowy wschód od szczytu schronisko Barborka i około 2,8 km na południowy wschód od szczytu hotel Kurzovní chata. Ponadto w odległości około 4,8 km na północny zachód od szczytu góry, na przełęczy Červenohorské sedlo znajduje się cały kompleks bazy turystycznej z hotelem Červenohorské Sedlo i pensjonatami oraz dodatkowo w odległości około 3,8 km na południe od szczytu położona jest jedna z najstarszych chat Wysokiego Jesionika Františkova myslivna, postawiona w 1865 roku przez rodzinę Kleinów, wówczas jako chata łowiecka. Obecnie służy jako niewielkie schronisko turystyczne z ograniczoną bazą noclegową, dysponujące tylko 16 miejscami (własność prywatna).
Kluczowym punktem turystycznym jest oddalone o około 960 m na południowy zachód od szczytu (podnóże stoku południowo-zachodniego) skrzyżowanie turystyczne Dol. nádrž PVE Dl. Stráně, z podaną na tablicy informacyjnej wysokością 800 m, przez które przechodzi jedyny szlak turystyczny i jedyny szlak rowerowy. 

### Szlaki turystyczne i rowerowe  oraz trasy narciarskie
Klub Czeskich Turystów (cz. Klub Českých Turistů) wytyczył w obrębie góry jeden szlak turystyczny na trasie:
 Kouty nad Desnou – dolina rzeki Divoká Desná – U Kamenné chaty – narodowy rezerwat przyrody Praděd – Velký Děd – szczyt Pradziad
U podnóży stoków zachodniego i południowo-zachodniego przebiega również jedyny szlak rowerowy na trasie:
 Loučná nad Desnou – góra Seč – góra Čepel – góra Mravenečník – Medvědí hora – Kamenec (1) – góra Dlouhé stráně – góra Velká Jezerná – dolina rzeki Divoká Desná – Kouty nad Desnou – góra Černá stráň – przełęcz Přemyslovské sedlo – góra Tři kameny – góra Ucháč – góra Jelení skok – góra Loveč – góra Lískovec – Loučná nad Desnou
W obrębie stoków nie wytyczono żadnej trasy narciarstwa biegowego, ani żadnej trasy narciarstwa zjazdowego.